# Crista galli
La crista galli es la parte superior de la placa perpendicular del hueso etmoides del cráneo. Se eleva por encima de la lámina cribosa. La falx cerebri (un pliegue de la duramadre que rodea el cerebro) se une a la crista galli.

## Estructura
La crista galli es la parte superior de la placa perpendicular del hueso etmoides del cráneo. Se eleva por encima de la lámina cribosa. La falx cerebri (un pliegue de la duramadre que rodea el cerebro) se une a la crista galli. Los bulbos olfativos del nervio olfativo se encuentran a ambos lados de la crista galli, encima de la lámina cribosa.

### Variación
La crista galli varía en altura. En la mayoría de las personas, se extiende ligeramente por debajo de la lámina cribosa. En alrededor del 28%, está completamente por encima de la lámina cribosa, mientras que en alrededor del 8%, está más del 50% por debajo de la parte superior de la lámina cribosa.

## Historia
El término "crista galli" significa en latín "cresta del gallo".